# Válka světů (rozhlas)

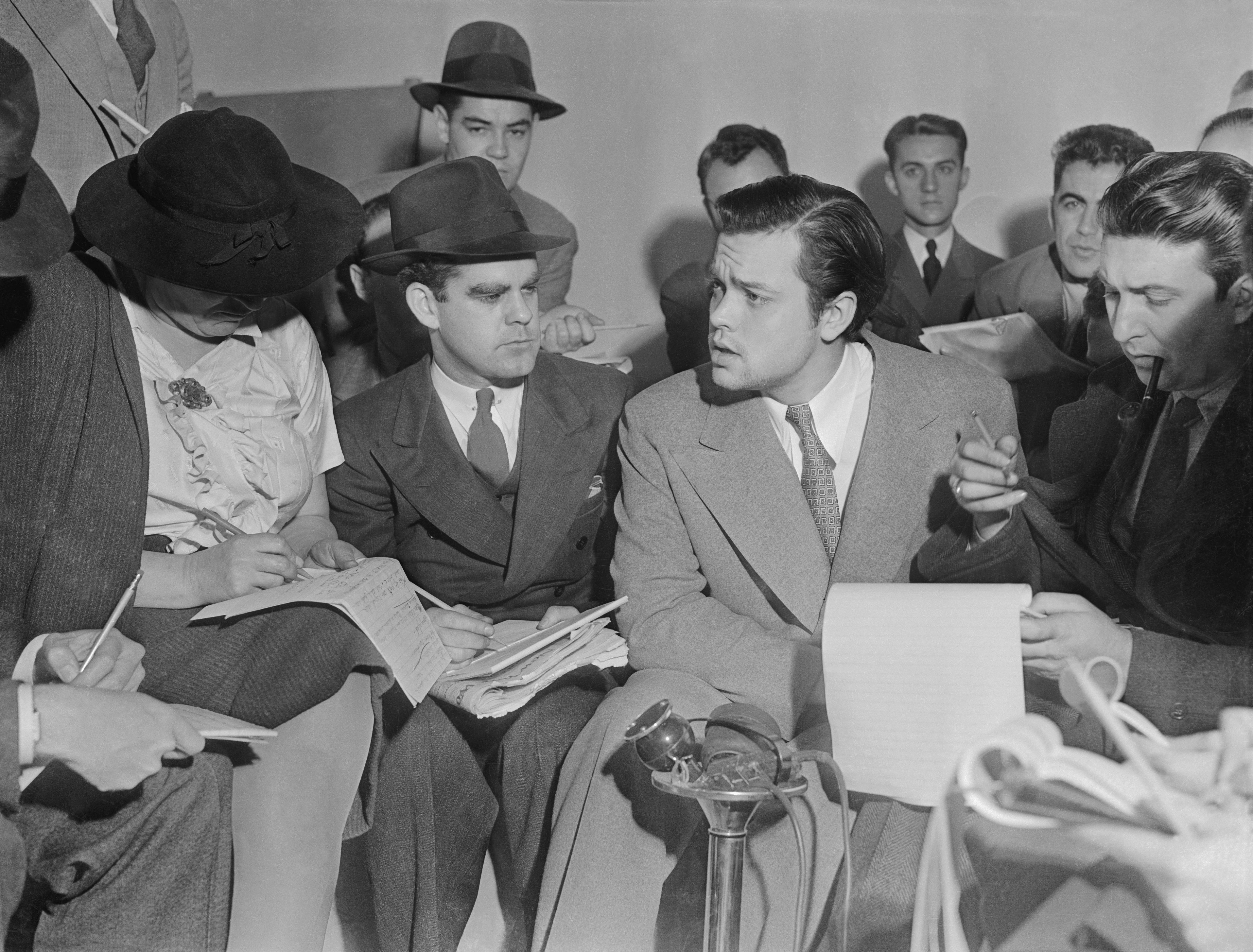
Orson Welles vysvětluje reportérům, že nikdo ze zaměstnanců netušil, co odvysílání způsobí

Rozhlasová adaptace knihy Válka světů H. G. Wellse je známá hlavně kvůli mediální panice, kterou v roce 1938 způsobila. Autorem rozhlasové hry je Orson Welles (kterému v době vysílání bylo 23 let) a Mercury Theatre On the Air. Délka hry je 60 minut.
Hra byla odvysílána americkou stanicí CBS ve 20 h ET 30. října 1938, což je zároveň datum, kdy v knize mimozemšťané zahájí invazi na Zemi. Welles chtěl pravděpodobně hrou varovat před faktem, že lidé bezmezně věří tomu co se dozvídají z médií.
Při psaní rozhlasové hry se Welles nechal inspirovat tím, jak byly soudobé tragédie zpracovány rádiem. I přes známost hry se panika pravděpodobně nadsazuje. Hra v sobě nesla dvě varování (40. a 50. minuta) o smyšlenosti děje. Lidé pravděpodobně nevyskakovali z oken a neměli nervová zhroucení, jak se můžeme často dočíst.